# Absbergtunnel
Koordinaten: 48° 10′ 2,3″ N, 16° 23′ 20,6″ O

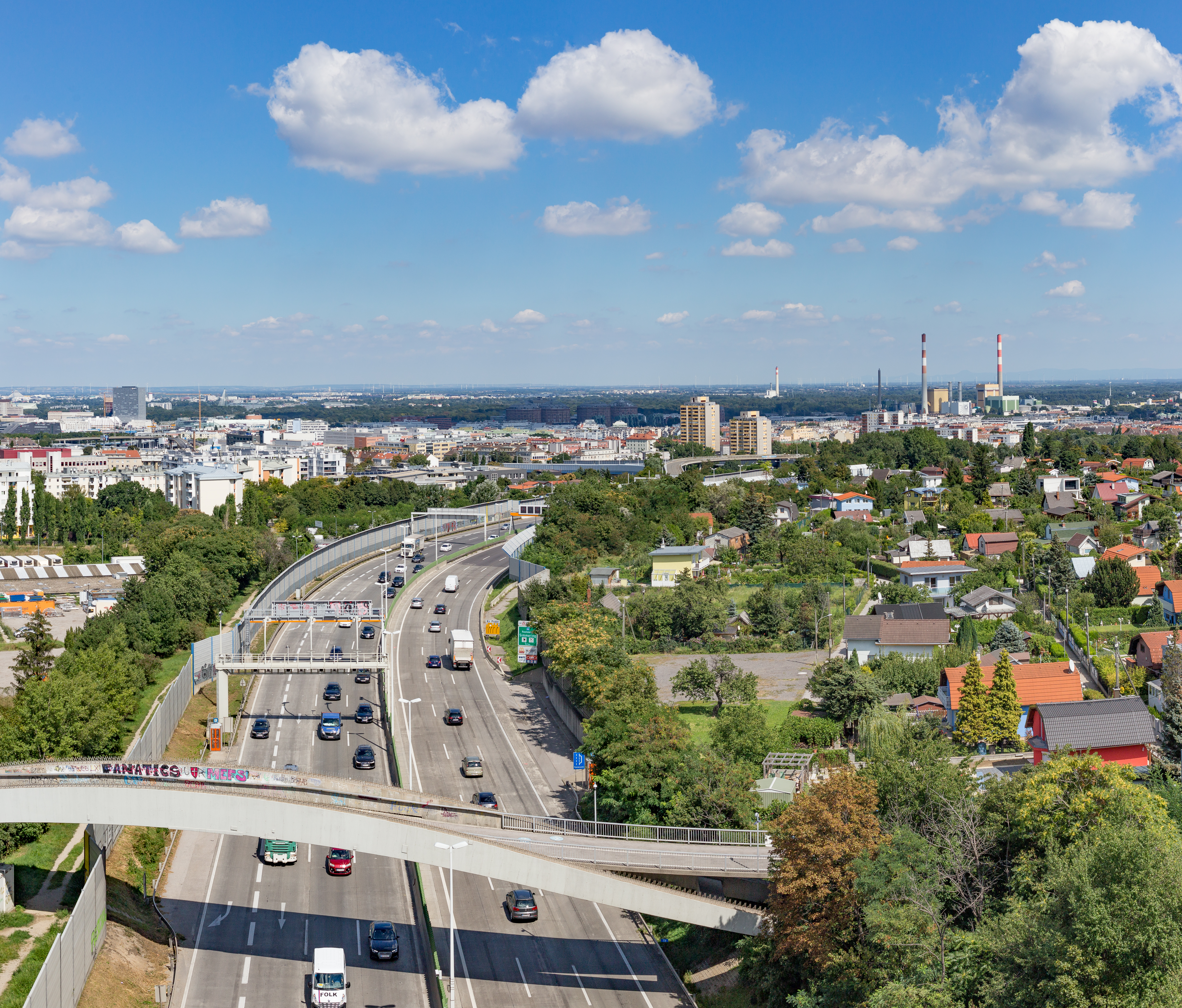
Blick vom Monte Laa, dem Absbergtunnel, Richtung Nordosten

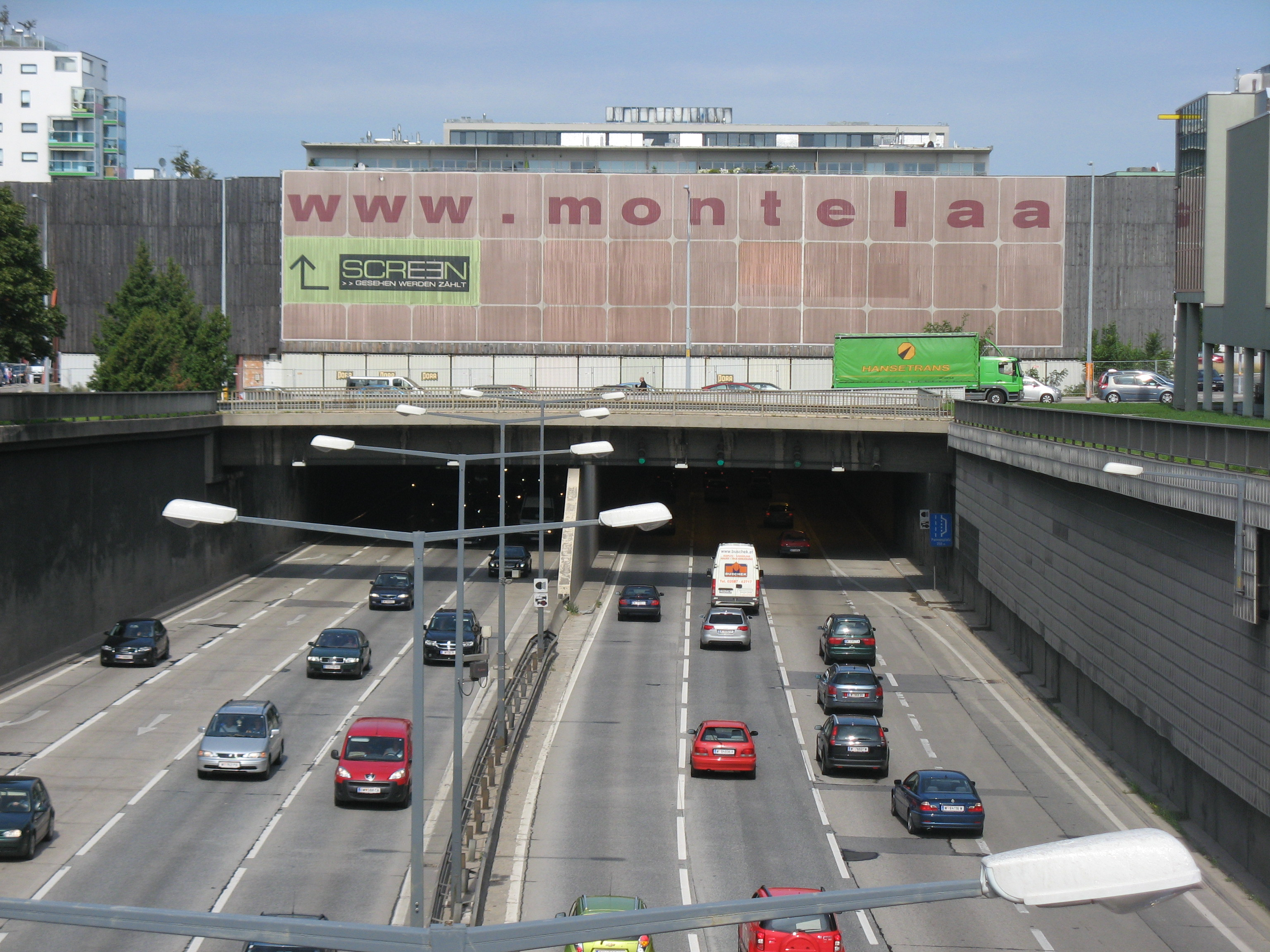
Absbergtunnel von Süden – vorgelagert die „Schrackbrücke“ und die „Absbergbrücke“

Der Absbergtunnel im 10. Wiener Gemeindebezirk Favoriten entstand durch die Überplattung eines rund 220 Meter langen Abschnitts der Südosttangente. Auf dem so gewonnenen Bauland wurde das Siedlungs- und Wohngebiet Monte Laa errichtet.

## Geschichte
Durch die Wiener Südosttangente, die in diesem Abschnitt in Tieflage errichtet wurde, wurde ein seit den 1920er-Jahren in Besitz des Bauunternehmens Porr befindliches und als Lagerplatz genutztes Grundstück in zwei Hälften geschnitten.
Um dieses Grundstück verwerten zu können, entwickelte die Porr den Plan, die Südosttangente zu überplatten und dadurch Bauland zu schaffen. Zusätzlicher Nutzeffekt für die Anrainer in diesem Abschnitt war ein erhöhter Immissions- und Lärmschutz.
Zur Realisierung des Vorhabens kaufte die Porr von der Republik Österreich den betreffenden Autobahnabschnitt, überbaute ihn mit einem zweizelligen Rahmentragwerk je 16 Metern Breite und einer Länge von rund 220 Metern. Während der 2001 und 2002 erfolgten Bauarbeiten mussten der großen Verkehrsbelastung wegen ständig drei Fahrspuren in jeder Fahrtrichtung befahrbar sein. Lediglich während der Nachtstunden waren Verkehrseinschränkungen gestattet. Die weitere öffentliche Nutzung dieses Autobahnteilstückes wird durch einen Servitutsvertrag zwischen der Porr und dem Bund geregelt.
Nach der im Dezember 2002 erfolgten Fertigstellung der Überplattung konnte eine firmeneigene Brücke, welche die beiden Grundstücksteile verbunden hatte und als geklebtes und vorgespanntes Tragwerk errichtet worden war, im Rahmen eines Forschungsauftrages des Stahlbetoninstituts der TU Wien abgebrochen werden.